# Први помесни сабор
Помесни сабор Анкирски је одржан 314. године, одмах пошто је цар Константин донео Милански едикт 313. На овом сабору је било присутно тринаест епископа и расправљао је о палима, тј. о онима који су се током прогона одрекли Христа. Сабор је донео 25 канона.